# Plagiochila acanthophylla
Plagiochila acanthophylla là một loài rêu trong họ Plagiochilaceae. Loài này được Gottsche mô tả khoa học đầu tiên năm 1858.